# Принцип Поллианны
Принцип Поллианны (англ. Pollyanna principle) — психологический феномен, согласно которому люди склонны соглашаться в первую очередь с положительными утверждениями, которые относятся к ним же самим. Это явление имеет много общего с эффектом Барнума, который также может называться эффектом Форера. Этот эффект, получивший название в честь известного американского циркового антрепренёра и шоумена Финеаса Тейлора Барнума, как бы психологически включает в себя принцип Поллианны.

## Суть явления
Термин был заимствован от названия книги культовой американской детской писательницы Элеанор Портер «Поллианна», вышедшей в свет в 1913 году. В ней была описана ситуация, которая обусловила подробную научную разработку этого психологического явления. Поздние психологические исследования продемонстрировали, что ум человека на бессознательном уровне прямо ориентирован на восприятие исключительно положительных сообщений, как будто касающихся его, равно как и положительно окрашенных обращений в свой адрес. Парадокс же заключается в том, что на уровне деятельности сознания человеческий ум акцентирует внимание на сугубо негативных аспектах (сообщениях, новостях, утверждениях и обращениях с отрицательной характеристикой в свой адрес). Таким образом путём научного наблюдения может быть выявлено прямое противоречие между тенденциями рецептивной деятельности в бессознательном и сознательном планах. Принципом Поллианны психологи именуют именно бессознательный уклон в сторону положительных моментов.
Впервые в психологической сфере научного знания концепция принципа Поллианны была описана в 1978 году психологами Матлином и Стангом, которые обратились к архетипическому литературному образу девочки Поллианны, главной героини романа Элеанор Портер, которая отличалась специфической формой оптимистического мировоззрения, приучив себя (точнее, своё сознание) к радости и восторгу по поводу каждого негативного события, которое происходило в её жизни. При этом эта радость всегда оказывалась аргументированной на словах — девочка всегда находила весомые доводы, которые в аспекте интерпретации превращали негативное событие в позитивное. Она воспитывалась суровой и деспотичной тётей Полли, которая во многом ограничивала свою подопечную, однако то, что девочка с восторгом реагировала на любую, даже вопиющую несправедливость со стороны воспитательницы, приводило последнюю в ступор и замешательство. Со временем её изумление переросло в привязанность к ребёнку, и тётя Полли начала воспринимать окружающую действительность так же, как и её воспитанница Поллианна.
При этом стоит отметить, что составители психологических тестов на определение типа личности утверждают (в частности, составители теста Майерc-Бриггс), что наиболее точно тесты проходят личности, обладающие склонностью к «поллианнизму»; естественно, существуют специальные тесты, которые могут выявить эту склонность.
Другая интерпретация принципа Поллианны имеет отношение к анализу мыслительной деятельности человека и компьютера (электронно-вычислительных машин). Учёные, применяющие принцип Поллианны к этой сфере, формулируют постулат, согласно которому «машины должны работать, а люди должны думать». Это аксиоматическое высказывание можно воспринять в ключе идеи поллианнизма, поскольку оно озвучивает радикальный оптимизм тех, кто считает, что машина должна выполнять всю тяжёлую мыслительную работу за человека, освобождая людей от необходимости думать (отсюда и ссылка на Поллианну). Также высказывание может быть интерпретировано несколько цинично — все проблемы человечества неизбежно возникают оттого, что машины не в состоянии выполнять работу, а люди не в состоянии мыслить, следовательно, их необходимо поменять местами в функциональном плане.